# Hoplathemistus conifer
Hoplathemistus conifer là một loài bọ cánh cứng trong họ Cerambycidae.